# Simplot
Simplot (J. R. Simplot Company) est une entreprise agroalimentaire américaine, et l'un des principaux acteurs du marché de la pomme de terre transformée (produits déshydratés et surgelés). Fondée en 1923 par John Richard Simplot, alors âgé de 14 ans, près de la petite communauté agricole de Declo dans le centre de l'Idaho, a connu une croissance élevée avant la Seconde Guerre mondiale et surtout pendant la période de la guerre en tant que fournisseur de l'armée américaine en oignons et pommes de terre déshydratés.
L'événement le plus déterminant pour la société Simplot a sans doute été l'invention par l'un de ses chimistes, Ray L. Dunlap, des procédés nécessaires à la fabrication de frites congelées de qualité. Au début des années 1960, elle est devenue le principal fournisseur de frites de McDonald's, fournissant en 2005 plus de la moitié du volume de frites distribué par la chaîne de restauration rapide.
Simplot produit également des engrais pour l'agriculture.
Simplot est l'une des plus grandes entreprises privées du monde (classé 59e  par Forbes en 2004) et possède des filiales en Australie, au Canada, au Mexique, en Chine et dans plusieurs autres pays. L'une des principales usines se trouve à Caldwell (Idaho).
Butch Otter, actuel gouverneur de l'État de l'Idaho, a été employé par la société pendant 30 ans et a dirigé un temps sa division internationale. 
JR Simplot prit sa retraite comme président de sa compagnie en 1973, mais est resté impliqué dans la gestion de la société par la suite. Il a démissionné de son poste de président du conseil d'administration en 1994, conservant le titre de président émérite jusqu'à sa mort en 2008. En 2001, Simplot a reçu un diplôme honorifique de l'université d'État de l'Utah, lui rendant hommage pour ses nombreuses contributions à l'industrie agricole des États-Unis, en particulier des régions montagneuses de l'ouest. 

## Marques commerciales de Simplot
- Edgell (légumes surgelés)
- Birds Eye (aliments surgelés, commercialisés en Australie et en Nouvelle-Zélande)
- Leggo's (plats italiens)
- Ally (saumon)
- Seakist (thon)
- Harvest (plats cuisinés)
- Plumrose (jambon)
- Chiko Rolls (grignotines commercialisées en Australie)
- I&J (viandes surgelées)
- Best Products (engrais)
- Apex Polyon Products (engrais)
- Jacklin Seed (semences de gazon)